# Чемпионат мира по самбо 1974
Чемпионат мира по самбо 1974 года (2-й по счёту) прошёл в Улан-Баторе (Монголия) 26 — 29 июля. Исходно планировалось провести чемпионат в Тегеране в рамках чемпионата мира по борьбе, но в связи с организационными решениями, место проведения обоих чемпионатов было перенесено.
В соревнованиях приняли участие представители пяти стран: СССР, Монголии, Болгарии, Испании и Японии.

## Медалисты
| Весовая категория | Золото                    | Серебро                        | Бронза                       |
| ----------------- | ------------------------- | ------------------------------ | ---------------------------- |
| до 48 кг          | Сайфутдин Ходиев · СССР   | Шарин Моононху · МНР           | Георгий Дамянов · НРБ        |
| до 52 кг          | Иосиф Магалашвили · СССР  | Мунхийн Пунцаг · МНР           | Стойко Малов · НРБ           |
| до 57 кг          | Николай Курбаев · СССР    | Балтин Эрдев · МНР             | Парван Парванов · НРБ        |
| до 62 кг          | Зяки Умяров · СССР        | Шагдарын Чанрав · МНР          | Стоил Велинов · НРБ          |
| до 68 кг          | Арамбий Хапай · СССР      | Дамирангийн Баатаржав · МНР    | Лоренцо Сантана · Испания    |
| до 74 кг          | Гандолгорын Батсух · МНР  | Юрий Курицын · СССР            | Франциско Гонсалес · Испания |
| до 82 кг          | Чесловас Езерскас · СССР  | Сантьяго Моралес · Испания     | Садао Такада · Япония        |
| до 90 кг          | Александр Пушница · СССР  | Георгий Червенков · НРБ        | Дамдингийн Галтандагва · МНР |
| до 100 кг         | Хорлоогийн Баянмунх · МНР | Иван Яворов · НРБ              | Хуан Барбусано · Испания     |
| свыше 100 кг      | Владимир Саунин · СССР    | Дагвацэрэнгийн Хадбаатар · МНР | Георгий Копривленский · НРБ  |